# プロレタリア独裁
プロレタリア独裁（プロレタリアどくさい、ドイツ語: Diktatur des Proletariats、英語: Proletarian dictatorship, Dictatorship of the proletariat）とは、階級独裁の1種で、プロレタリアートによる独裁のこと。

## 名称
日本では労働者階級独裁、無産階級独裁とも訳され、「プロ独」「無産独裁」とも略される。
日本共産党の不破哲三は、階級独裁を「プロレタリア執権」「民主的権力」などとも意訳している。しかし後述するように「執権」と「独裁」はローマ帝国の独裁官（執権官）が語源であり元々は同じ意味である。

## 定義
無産階級が革命的手段を通じて有産階級の支配機構を粉砕して作り上げた新型国家政権である。専政の主な任務は外部の敵による転覆と侵略を防ぐことであり、人民内部を民主的に運営しつつ敵に対して独裁を実行し、社会主義建設の順調な進行を保証し、共産主義に移行する、とする。

## 概念の誕生

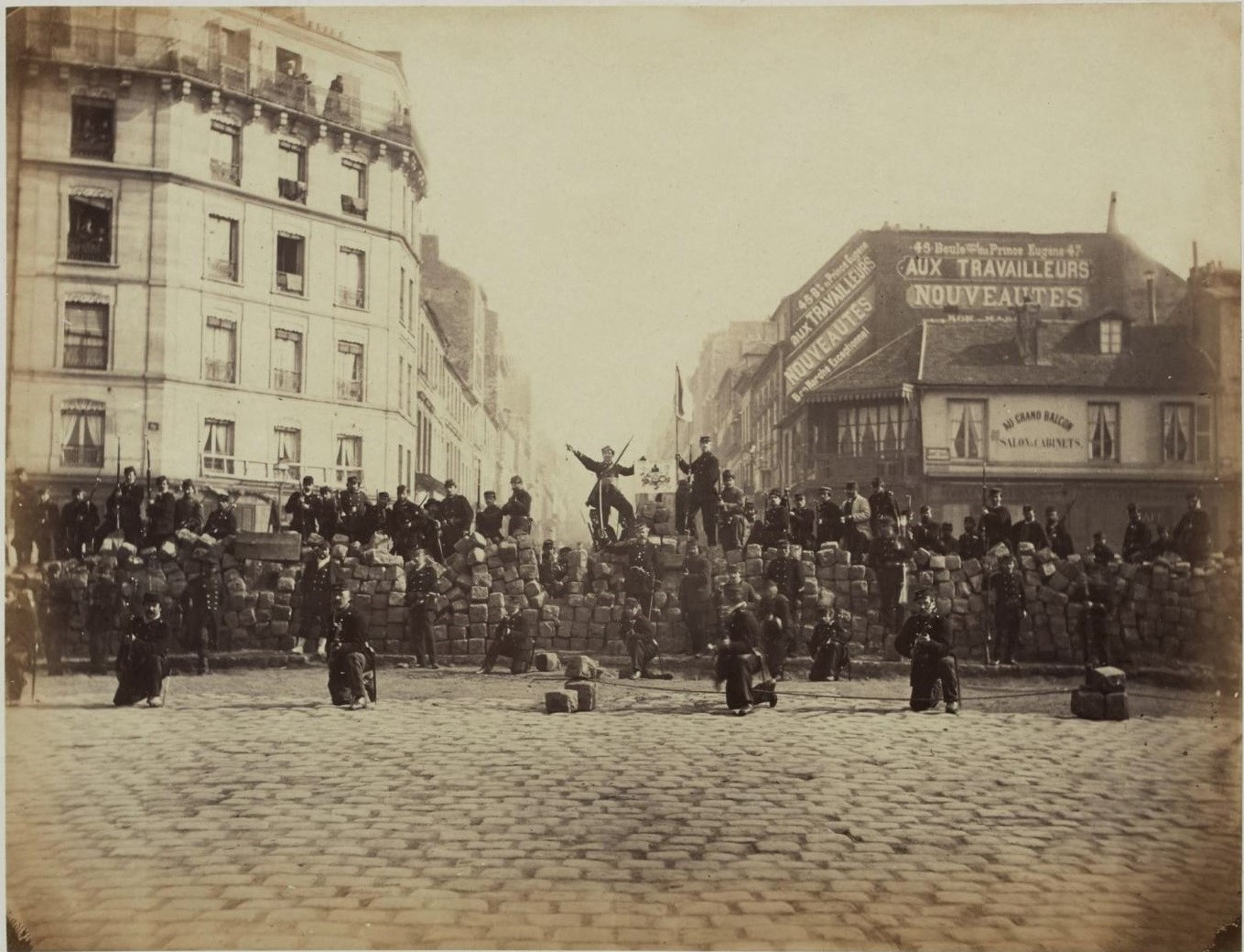
パリ・コミューン

フランス革命ではフランソワ・ノエル・バブーフが、「完全平等」の社会を実現するために階級独裁を主張した。1871年のパリ・コミューンは短期間ながら史上初めて「プロレタリア独裁」を掲げた政権となった。
プロイセンの思想家カール・マルクスは、1848年のドイツ革命で、革命勢力が敗北したプロセスを観察し、革命勢力が立法権のみの掌握にとどまり、それを執行する実体的な権力（行政権や軍事力）を掌握しなかったために旧支配階級の反革命を防げなかったことに敗因の一つを見て、革命の過渡期における「労働者階級による権力掌握」「プロレタリアートの政治支配」の必要性を強調した。マルクスはその後のパリ・コミューンにおいてその政治形態の端緒を発見した。ここから、立法権だけでなく行政権をふくめたすべての権力を労働者階級が掌握すること──これを比喩するため、立法権も行政権も掌握した共和政ローマの独裁官（ディクタトル）になぞらえ、「プロレタリアートのディクタトゥーラ（プロレタリア独裁）」とよんだ。マルクス主義の見解では、資本主義社会は、形式上は三権分立していても、ブルジョワジーが階級としてこの全権を握っているブルジョワ独裁であるとみなす（ブルジョワジーのディクタトゥーラ）。これに対置してプロレタリアートのディクタトゥーラを提唱した。プロレタリアートの独裁は、社会の圧倒的多数を占めるプロレタリアートの、極めて少数であるブルジョワジーに対する独裁であるため、実態としては「ブルジョワ独裁」に他ならない「ブルジョワ民主主義」体制よりも、民主主義的であるとマルクスやその後継者たちは主張した。

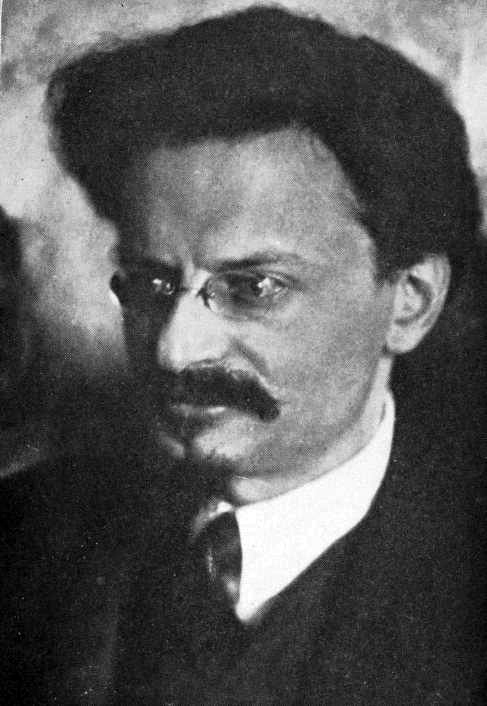
レフ・トロツキー

ロシアの無政府主義者ミハイル・バクーニンはマルクスの言うプロレタリア独裁の実態は、「プロレタリアに対する共産主義者の独裁にほかならない」と批判した。バクーニンは中枢部を掌握していたマルクスを「権威主義派」と呼び、第一インターナショナル最大の論争となった。これに対してプロイセンの社会思想家フリードリヒ・エンゲルスは革命とはそもそも権威主義的である必要があると批判した。
これ以降も、ソ連における支配が、プロレタリアートに対するソ連共産党の独裁であるとして論難したものは多い（左翼共産主義、評議会共産主義など）。ウラジーミル・レーニンに対してレフ・トロツキーが「代行主義批判」を展開したことも共産党独裁の萌芽を批判したものであると言える。

## 概念の変容
ロシア革命において、レーニンが「どんな法律によっても、絶対にどんな規則によっても束縛されない、直接暴力で自ら保持する無制限の権力」（レーニン『プロレタリア革命と背教者カウツキー』）としてプロレタリア独裁を規定し、彼の指導を批判したカール・カウツキー『プロレタリアートの独裁』に反論した。だが実際には、彼の指導する共産党支配は次第に、立法と執行が一体になったソヴィエト型政体、ひいては一党制や、法にもとづかない「反革命」弾圧・「粛清」をおこなう権力を意味するものへ変質していき、さらに1918年4月28日には『ソヴェト権力の当面の任務』で「個人の独裁はきわめてしばしば革命的階級の独裁の表現者であり、担い手であり、先導者であった」として個人の独裁も肯定し、鉄道管理などで企業内に無制限な個人独裁全権（ワンマン経営）を与えた。そして、スターリンがマルクス・レーニン主義を定式化する際にレーニンにおいては社会主義社会への移行段階とされていたプロレタリア独裁段階の社会そのものを社会主義社会とする理論化をおこない、この規定の承認をコミンテルンの加盟要件の一つとしたために、ソ連とその流れをくむマルクス主義においては、プロレタリアート独裁とは、職業革命家による前衛党つまりは共産党の一党支配を意味するものとなった。
一方、コミンテルンから排除された左翼共産主義者や評議会共産主義者は、プロレタリア独裁の概念をあくまでプロレタリア大衆の自発的なイニシアチブによるものと主張し、ソ連型の「プロレタリア独裁」を否定した。

## 現在の共産主義政党における扱い
現在の共産主義政党や共産主義者におけるプロレタリア独裁の扱いは様々である。
一党独裁制（ヘゲモニー政党制を含む）を掲げていない多くの共産党をはじめ共産主義政党また共産主義者においては、プロレタリア独裁をソ連でおこなわれた一党制の意味に解しこれを放棄する場合もあれば、ソ連で行われた一党支配が原義ではないとするものなど、さまざまな見解があるが、ソ連型の一党制を否定する流れでは、ほぼ共通している。
一方、中国、朝鮮民主主義人民共和国、ベトナムなどの指導政党の立場にある共産党においては、プロレタリア独裁をどう扱うかにかかわらず一党独裁制（ヘゲモニー政党制を含む）を正当化している。
- 四つの基本原則 中国共産党

## 日本の政党における扱い

### 日本共産党
コミンテルンが作成した戦前の日本共産党綱領草案（1922年）、「27年テーゼ」、「32年テーゼ」には、いずれも「プロレタリアートの独裁」規定がある。日本共産党自身が決定した1961年の綱領（第8回党大会決定）も「プロレタリアート独裁の確立」を明記している。これ以前の戦後の綱領はいずれも当面の目標を定めた行動綱領で、綱領上はプロレタリア独裁の規定はない。
1970年の11回党大会で将来にわたって議会を重視するという「人民的議会主義」が提起された。更に1973年の第12回党大会での綱領改定時に、プロレタリアのdictaturaを「独裁」と訳すのは適切でないとして、｢プロレタリアートの執権｣と言い換えた。
共産党員を含めたマルクス主義思想研究者の多くはディクタトゥーラの訳語として「独裁」ではなく「執権」が適切という共産党の主張に賛同していないが、党の方針として示されたため、その影響下にある出版社では、ディクタトゥーラを「独裁」と訳出している出版物の改訂を強いられた（「訳語改訂表」という紙片をはさみこんだものもあった）。ヒトラー政権などを含めた全部を「執権」としては意味が通じなくなるため、同じ単語を文脈によって「独裁」と「執権」のどちらかに割り当てる必要に迫られ、訳し分けに神経を使ったという悲喜劇もあったという。また、共産党はマルクスやレーニンの著作の中でディクタトゥーラを「独裁」と訳出した文献の『赤旗』広告掲載を拒否したため、大月書店の『マルクス・エンゲルス全集』『レーニン全集』などの広告が長らく掲載されなかった時期があった。
1976年の第13回大会における改定の際に、用語自体の使用をやめて、「労働者階級の権力」とした。さらに2004年の新綱領では「社会主義をめざす権力」に改めた（日本共産党綱領改定案についての提案報告）。

### 日本社会党
日本社会党（現・社会民主党）は、当初より社会民主主義者を含めた幅広い無産政党の結集であったが、1964年第24回大会で制定した綱領的文書「日本における社会主義への道」（通称「道」）に、社会主義協会系党員の働きかけにより1966年第27回大会の補訂でプロレタリア独裁を肯定する表現を取り入れ、共産主義政党と類似した綱領をもつ政党になった。それは、本文の改訂ではなく文末の「審議経過」で付加するという社会党らしい折衷的なものであったが、党内ではこれで社会党はプロレタリア独裁を肯定しているとみなされた。しかし20年後の1986年に「日本社会党の新宣言」を決定し「道」を「歴史的文書」として棚上げし、革命路線から転換した（但し旧路線を継承するとも取れる付帯決議を加えたため、路線転換とは必ずしも認識しない向きもあった）。

#### 社会主義協会
労農派マルクス主義を継承する社会主義協会は、1968年決定の「社会主義協会テーゼ」(78年「社会主義協会の提言」と名称変更)にプロレタリア独裁を明記した。社会主義協会は、プロレタリア独裁という訳語も協会の創始者山川均が考案したものとしている。ただし、近年は社会主義協会も、ソ連などでおこなわれたプロレタリア独裁は本来の理想から逸脱したもので、将来の日本では同じ形態は取らないことを強調している。1998年の社会主義協会分裂後も、プロレタリア独裁の放棄は明言していない。

## 関連文献
- 猪木正道「レーニン,スターリンにおけるプロレタリアート独裁理論の発展」スラヴ研究, 4, 1-17、1960. 北海道大学
- 柳春生「プロレタリア独裁の国家形態にかんするカール・マルクスの学説」法政研究. 33 (3/6), pp.399-424, 1967-03-25. 九州大学法政学会
- 富沢賢治「革命後のレーニンの先進国プロレタリアート独裁論 : とくにイギリス労働運動論の見地から」一橋論叢 65(6) ,p. 753-771,1971